# ارتباط

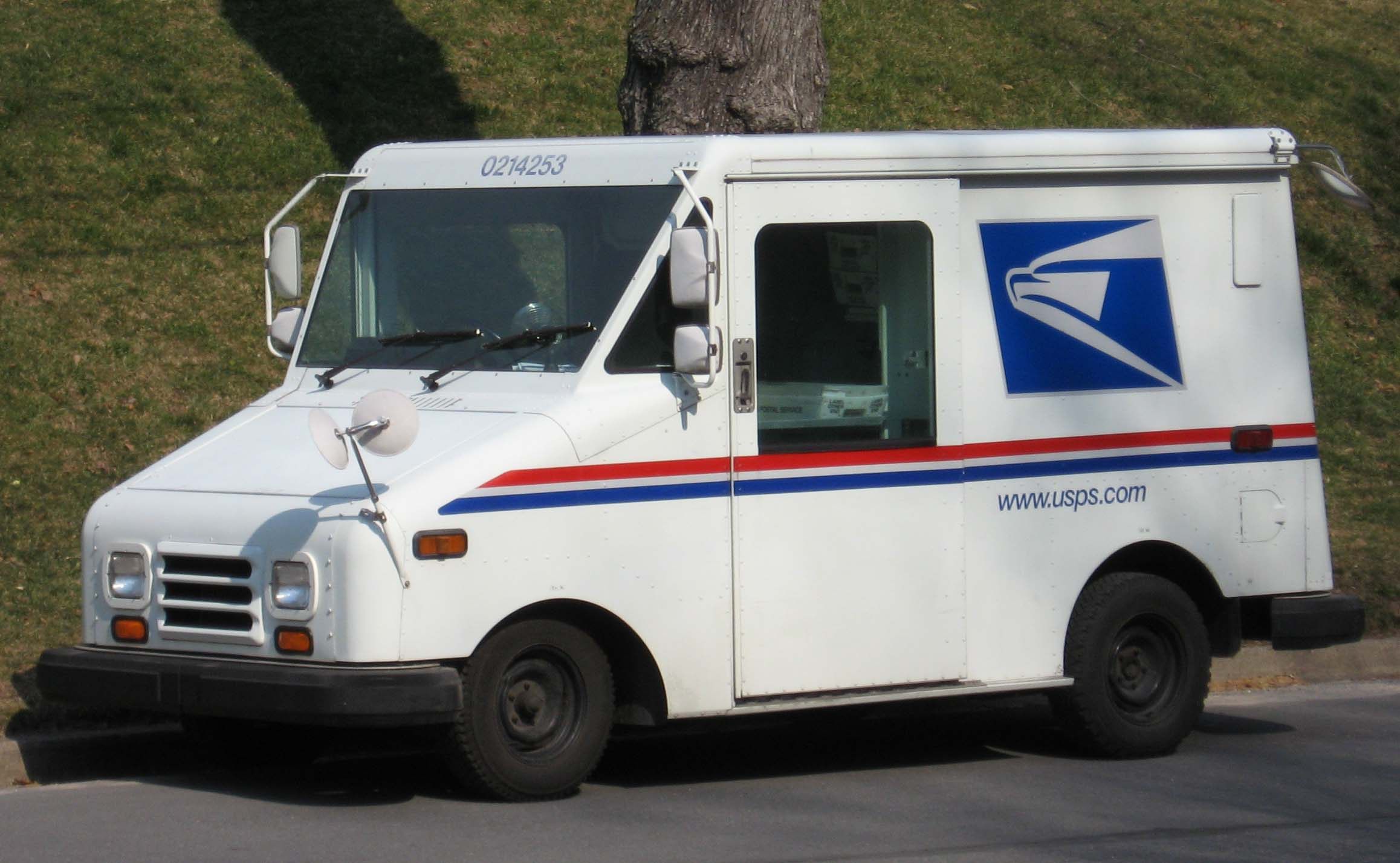
یک خودروی پستی آمریکایی. پست از روش‌های ارتباطی انسانی است.

ارتباط فرایند انتقال پیام از فرستنده به گیرنده به شرط همسان بودن معانی بین آن‌هاست. معنا در علم ارتباط شامل مفاهیم ذهنی و احساسات می‌شود. ارتباطات فرآیندی است که در آن معنا بین موجودات زنده تعریف و به اشتراک گذاشته می‌شود که بسیاری بر این باورند که ریشه آن از یونان نشأت می‌گیرد.
ارتباط مؤثر یعنی فهمیدن و فهمیده شدن یعنی اگر من بفهمم تو فهمیده شدی و اگر تو بفهمی یعنی من فهمیده شدم. پس در ارتباط مؤثر اگر یک سر رابطه، از خرد ارتباطی بهره‌مند باشد می‌گوییم ارتباط مؤثر شکل گرفته است حتی اگر طرف دیگر رابطه ارتباط نداند. ارتباط مؤثر فن وفاق و فن مفاهمه می‌باشد و تفهیم و تفاهم از محورهای اصلی آن محسوب می‌شود. یکی از مسائل مهم در ارتباطات مسئله اثر تقدم میباشد چرا که ادامه رابطه ما با سایرین به این مورد بر می‌گردد. اگر بتوانیم در همان زمان های ابتدایی ارتباط تاثیر خوب و مطلوب بگذاریم یک تصویر ذهنی ماندگار از خود در ذهن طرف مقابل خواهیم ساخت مثلا پوشش مناسب می‌تواند در این امر تأثیر بسزایی داشته باشد.
ارتباط به یک فرستنده، پیام، رسانه و گیرنده نیاز دارد. هرچند که گیرنده نیازی به حضور ندارد یا از منظور فرستنده برای برقراری ارتباط در زمان ارتباط آگاه باشد؛ بنابراین ارتباطات می‌تواند در سراسر مسافت‌های گسترده زمانی و مکانی رخ دهد. ارتباطات نیازمند آن است که بخش‌های ارتباط، ناحیه‌ای از مشترکات ارتباطی را به اشتراک بگذارند.
برخی از دانشمندان و کارشناسان، در مورد این‌که ارتباطات یک علم است (Science) اختلاف نظر دارند. هنوز برخی از استادان این حوزه مانند رابرت کریگ (Robert T. Craig) «ارتباطات» را یک حوزهٔ مطالعاتی (Communication Theory as a Field) می‌دانند. این دیدگاه می‌خواهد تأکید کند که ارتباطات به لحاظ وسعت، عمق و تنوعی که دارد، نمی‌تواند در یک رشتهٔ علمی گنجانده شود، بلکه فراتر از آن باید به آن به عنوان یک حوزهٔ علمی و مطالعاتی چند رشته نگاه کرد که از آن چندین رشتهٔ علمی می‌تواند زاییده شود. به عبارت دیگر، باید به «علوم ارتباطات» قائل بود و نه «علم ارتباطات».
ارتباط عمل انتقال معانی مورد نظر از سوژه یا سازمان به دیگری از طریق فهم متقابل نشانه‌ها است.
مراحل مهم ذاتی هر ارتباط این است:
1. شکل‌گیری انگیزه یا دلیل ارتباطی
2. ترکیب پیام (جزئیات ذهنی یا فنی بیشتر دربارهٔ آنچه به‌طور کلی بیان می‌شود)
3. کدگذاری پیام (برای مثال، به داده‌های دیجیتال، متن نوشتاری، گفتار، نگارهها، ژستها و غیره)
4. انتقال پیام‌های رمزگذاری شده به صورت سیگنال‌های متوالی از طریق مجرا یا رسانه های خاص
5. منبع اختلال مانند نیروهای طبیعی یا فعالیت انسانی (عمدی یا تصادفی) شروع به تأثیر گذاشتن بر روی کیفیت سیگنال‌های منتشر شده از یک فرستنده به یک یا چند گیرنده می‌کند.
6. دریافت پیام‌های رمزگذاری شده
7. رمزگشایی
8. تفسیر[۲]

مطالعهٔ علمی ارتباط می‌تواند تقسیم شود به:
نظریه اطلاعات و مطالعات ارتباطات که به ارتباط انسانی مرتبط است.
بیوسمتیک که به‌طور عمومی ارتباط در و میان ارگانیزم زنده را بررسی می‌کند.
مجرای ارتباط می‌تواند بینایی، شنوایی، لمسی (مانند بریل)، بویایی، الکترومغناطیسی و زیست شیمیایی باشد.
ارتباط انسانی استفادهٔ گسترده از زبان انتزاعی منحصر به فرد است. توسعهٔ تمدن رابطهٔ نزدیکی با پیشرفت ارتباط از دور دارد.

## ارتباط انسانی
بشر گفتاری و تصویر زبان می‌تواند به عنوان یک سیستم از نمادها (گاهی اوقات به عنوان lexemes شناخته می‌شود) و دستور زبان که در آن دستکاری از نشانه‌هاست توصیف کرد. کلمه «زبان»
هم چنین به مشخصات مشترک از زبان اشاره دارد. آموزش زبان به‌طور معمول بیشتر در سنین کودکی بشر رخ می‌دهد. بیش از هزاران زبان بشری الگوهایی از صدا یا حرکت را به کار می‌برند برای نمادهایی که قادر می‌سازد همراه با دیگران در اطراف آن‌ها ارتباط برقرار کند. زبان به نظر می‌رسد ویژگی‌های خاص خود را به اشتراک می‌گذارد اگر چه بسیاری از این‌ها شامل استثنائات هستند. بین زبان و لهجه هیچ خط تعریف شده‌ای وجود ندارد. زبان‌های ساخته شده مانند اسپرانتو، زبان‌های برنامه‌نویسی، و فرمول‌های مختلف ریاضی به ویژگی‌های به اشتراک گذاشته شده توسط زبان انسانی لزوماً محدود نمی‌باشد. تنوع به معنی شفاهی و غیر شفاهی از ارتباط وجود دارد مانند زبان بدن، تماس چشمی، زبان اشاره، paralanguage، ارتباطات لامسه‌ای، chronemics، و رسانه‌ها شامل تصاویر، گرافیک، صدا، و نوشتن.
مهم‌ترین نکته در برقراری ارتباط آن است که پیام به روشی مناسب ارسال شود به طوری که برداشت طرف مقابل، منطبق با هدف برقراری ارتباط باشد. برای برقراری یک ارتباط مؤثر، استفاده همزمان و متناسب از ارتباط کلامی و غیر کلامی لازم است.

### ارتباطات غیر کلامی
ارتباط انسان با انسان به‌طور کلی بر دو نوع است: الف_ارتباط کلامی ب_ارتباط غیرکلامی. ارتباطات غیر کلامی فرایند رساندن معنا را در صورت پیام‌های بدن از طریق ژست، زبان بدن یا استقرار؛ چهره و تماس چشمی، ارتباط جسم مانند لباس، مدل مو، معماری، نمادها
و سمبل‌ها، همچنین از طریق مجموع موارد فوق توصیف می‌کند. ارتباط غیرکلامی نیز به عنوان سکوت زبان نامیده می‌شود و نقش کلیدی در زندگی روزمره بشر در روابط اشتغال به درگیری‌های رمانتیک را دارد. گفتار همچنین دارای عناصر غیر کلامی معروف به para language است. این خدمات شامل کیفیت صدا، احساسات و سبک صحبت کردن و همچنین ویژگی‌های عروضی مانند ریتم، تکیه صدا و استرس است. به همین ترتیب، موضوعات نوشته شده شامل عناصر غیرکلامی مانند شیوه دست خط، نظم معنایی از کلمات و استفاده از شکلک برای انتقال عبارات احساسی به صورت تصویری است.

### ارتباطات تصویری
ارتباطات تصویری انتقال نظرها و اطلاعات از طریق ایجاد نمایش‌های تصویری است. در درجه اول با تصاویر دو بعدی، شامل علائم، فن چاپ، نقاشی، طراحی گرافیک، تصویر، رنگ‌ها ومنابع
الکترونیکی، ویدئو و تلویزیون همراه است. تحقیقات اخیر در این زمینه بر روی طراحی وب سایت و قابلیت
استفاده گرای گرافیکی متمرکز شده است. طراحان گرافیکی از روش‌های ارتباط تصویری
در عمل حرفه می‌کنند.

### ارتباطات کلامی
ارتباطات کلامی، درحالی‌که در درجه اول به ارتباط کلامی سخن اشاره می‌کند گفته می‌شود،
به‌طور معمول در هر دو مورد، بر کمک‌های کلامی و غیر کلامی عناصر، برای حمایت از انتقال معنی
تکیه دارد. ارتباط کلامی شامل بحث و گفتگو، سخنرانی‌ها، نمایش‌ها، ارتباطات بین فردی و بسیاری از
انواع دیگر است. در ارتباطات چهره به چهره زبان بدن و چگونگی صدا نقش مهمی را بر عهده
دارد و ممکن است تأثیر بیشتری بر شنونده داشته باشد. (نسبت به محتوای در نظر گرفته شده از واژه‌هایی که گفته می‌شود)
مجری ماهر باید توجه مخاطب و ارتباط با آن‌ها را در نظر بگیرد. به عنوان مثال از گفتن یک جک توسط دو نفر یکی ممکن است مخاطب را با توجه به زبان بدنش و تن صدایش بسیار سرگرم کند در
حالیکه نفر دوم با استفادهٔ دقیق از همان کلمات شنوندگان را خسته و عصبانی کند کمک‌های بصری می‌تواند به آسان کردن ارتباطات مؤثر کمک کند و تقریباً همیشه در سخنرانی‌ها
برای مخاطبان استفاده می‌شود. به‌طور گسترده‌ای گفته شد و به‌طور گسترده شکلی که به اشتباه تفسیر شد استفاده شد تا اهمیت حالت تحویل را تأکید کند"ارتباطات شامل ۵۵٪ زبان بدن، ۳۸٪ تن صدا، ۷٪ محتوای کلمات،"به اصطلاح"قانون ۷٪ـ۳۸٪ـ۵۵٪" با این حال این چیزی نیست که تحقیقات اخیر ذکر کردـ بلکه، زمان انتقال احساسات، اگر زبان بدن، لحن صدا، و واژه ناسازگار باشند در آن هنگام زبان بدن و لحن
صدا را بیشتر از یک کلمه باور خواهند داشت. به‌طور مثال شخصی در حالی که من
من کنان، قوز کرده، با نگاه به دور می‌گوید"از ملاقات شما خوشحال هستم"به عنوان بی‌احترامی تفسیر خواهد شد.

### ارتباطات نوشتاری و توسعه آن در طول تاریخ
در طول زمان اشکال و ایده‌هایی دربارهٔ ارتباط بین مراحل استفاده از تکنولوژی تولید شده است. پیشرفت‌هایی شامل روان‌شناسی ارتباطات و و روان‌شناسی رسانه، پدیدار شدن رشته‌ای از مطالعه.
پیشرفت ارتباطات را به سه مرحله انقلابی به نام «انقلاب اطلاعات ارتباطات» تقسیم کرده‌اند. در طول مرحله اول ارتباطات کتبی ابتدا با استفاده از نشانه‌ها یا علائم تصویری پدیدار شدند. این علائم تصویری از سنگ ساخته شده بودند، از این رو ارتباطات کتبی هنوز قابل حرکت نبودند. در طی مرحله دوم نگارش با پدیدار شدن بر روی کاغذ، پاپیروس، خاک رس، موم و غیره آغاز شد. الفبای عمومی مرسوم شده بود و برای یکسان بودن زبان در میان مسافت‌های طولانی پذیرفته شد.
یک جهش در تکنولوژی زمانی رخ داد که گوتنبرگ چاپ مطبوعات را در قرن ۱۵ اختراع کرد. مرحله سوم با انتقال اطلاعات از طریق امواج و سیگنال‌های کنترل الکترونیکی مشخص می‌شود.
ارتباطات بنابراین فرایندی است که معنی اختصاصی داشته است و این تلاش را نقل می‌کند تا درک
مشترکی را به وجود آورد. این فرایند که نیازمند به فهرست وسیعی از مهارت در پردازش فردی، گوش دادن، مشاهده، صحبت کردن، سوا ل تجزیه و تحلیل حرکات و ارزیابی امکان مشارکت و همکاری است. موانع ارتباط موفق شامل پیام اضافی (زمانیکه یک شخص پیام‌های بسیار زیادی در یک زمان دریافت می‌کند)، و پیچیدگی پیام است.

## ارتباطات غیرانسانی
همچنین ببینید:ارتباط‌شناسی (علم) و ارتباطات واقع در بین رشته‌های خاص
هر تبادل اطلاعات بین موجودات زنده به معنی تبادل علامت‌هایی که موجود زنده می‌فرستد و
دریافت می‌کند می‌تواند به عنوان یک شکل ارتباطی باشد؛ و حتی موجودات اولیه مانند مرجان‌ها
دارای سر رشته ارتباط هستند. ارتباطات غیرانسانی اغلب شامل سلول سیگنالینگ، ارتباط سلولی و
انتقال شیمیایی بین موجودات اولیه مانند باکتری‌ها و در داخل گیاهان و پادشاهی قارچ‌ها می‌باشد.

### ارتباطات حیوانات
حوزه گسترده‌ای از ارتباطات حیوانی شامل بسیاری از مسائل ETHOLOGY است. ارتباطات حیوانات می‌تواند به عنوان هر رفتار یک حیوان که به رفتار کنونی و آینده دیگر حیوانات تأثیر
می‌گذارد تعریف شود. به مطالعه ارتباطات حیوانی جانورشناسی گفته می‌شود (و تشخیص از انسان‌شناسی، مطالعه ارتباطات انسانی) نقش مهمی را درتوسعه نژادشناسی، جامعه‌شناسی و مطالعه
شناخت حیوانات بازی کرده است. ارتباطات حیوانات، در واقع مفهوم درستی از دنیای حیوانات است.
به‌طور کلی، دریک رشته به سرعت در حال رشد، و حتی در قرن ۲۱ میلادی تا کنون، بسیاری از
برداشت‌های اولیه مربوط به زمینه‌های مختلف از جمله استفاده از نام شخصی نمادین، احساسات
حیوانات، فرهنگ حیوانات و یادگیری، و حتی رفتار جنسی، در استدلال‌های طولانی تغییرات اساسی
به خوبی شناخته شده است.

### گیاهان و قارچ‌ها
ارتباطات در داخل سازمان گیاه مشاهده می‌شود یعنی در داخل سلول‌های گیاهی و بین سلول‌های
گیاهی، بین گیاهان از گونه‌های یکسان یا مرتبط و بین گیاهان و موجودات غیر گیاهی، به ویژه در
ناحیه ریشه. ریشه‌های گیاه هم‌زمان با ساقه زیرین باکتری‌ها، قارچ‌ها و با حشرات در خاک ارتباط
برقرار می‌کند. این نشانه همزمانی با واسطهٔ متقابل قواعد نحوی، عملی و معنایی را معین می‌کند
و ممکن است به خاطر سیستم عصبی گیاهان غیر متمرکز شود.
معنی اصلی کلمه «نورون» در یونانی «بافت گیاه» است و تحقیقات اخیر نشان داده است که بسیاری از
فرایندهای ارتباطات درون سازمان گیاه مانند دستگاه عصبی است گیاهان از طریق مواد فرار
ارتباط برقرار می‌کنند زمانیکه در معرض رفتار حمله گیاه‌خوار هستند تا به گیاهان همسایه هشدار
بدهند. هم‌زمان آن‌ها مواد فرار دیگری تولید می‌کنند تا انگل‌ها را به خود جذب کنند که به این گیاه‌خوارها حمله کنند.
در شرایط استرس گیاهان می‌توانند کد ژنتیکی که از والدینشان به ارث بردند بازنویسی کنند و به
بزرگانشان یا پدر بزرگ و مادر بزرگشان رجوع کنند.
قارچ‌ها برای هماهنگ‌کردن و سازماندهی رشد و توسعه خود از قبیل تشکیل رشته رشدکننده قارچ
و ثمره بدن ارتباط برقرار می‌کنند. قارچ‌ها همراه با گونه‌های همسان و مرتبط و هم چنین با موجودات غیر قارچی در انواع زیادی از تعاملات زیستی، مخصوصاً همراه با باکتری‌ها، یوکاریوت‌های تک سلولی گیاهان و حشرات از طریق منشأ حیاتی نیمه شیمیایی ارتباط برقرار مکنند. ماشه‌های نیمه شیمیایی به سازمان قارچی به شیوه‌ای خاص واکنش نشان می‌دهند، درحالی‌که اگر مولکول‌های شیمیایی یکسان قسمتی از پیام حیاتی نباشند آن‌ها به ماشه‌های سازمان قارچی واکنش نشان
نمی‌دهند. این به این معنی است که سازمان قارچی می‌تواند در میان مولکول‌های شرکت‌کننده در
پیام‌های حیاتی و مولکول‌های مشابه که در این موقعیت بی ربط است، متفاوت باشد. تاکنون پنج
مولکول مختلف اولیه شناخته شده است تا الگوهای مختلف رفتار را از قبیل رشته‌ای، جفت‌گیری،
رشد و بیماری‌زایی هماهنگ کند. هماهنگی رفتاری و تولید مواد سیگنالینگ از طریق فرایند تفسیر
به دست می‌آید که سازمان را قادر می‌سازد تا بین خود و غیر خود، نماینده حیاتی، پیام حیاتی از
گونه مشابه، مرتبط، یا گونه‌های غیر مرتبط و حتی فیلتر کردن «صدا» یعنی مولکول‌های مشابه
بدون محتوای حیاتی متفاوت باشد.

## مدل ارتباطات
- مدل ارتباطی شانون و ویور
- ابعاد مهم برنامه ارتباطات
- کد برنامه ارتباطات
- مدل خطی ارتباطات (یک‌طرفه)
- مدل ارتباطات متقابل (تعاملی)
- مدل ارتباطی بیرولز فرستنده ـ پیام ـ کانال ـ گیرنده

## مدل ارتباطات متقابل
اولین مدل عمده برای ارتباط به وسیله کلود شانون و وارن ویور برای آزمایشگاه‌های بل در سال ۱۹۴۹ آمد. مدل اصلی به جهت بازتاب کردن عملکرد رادیو و فناوری‌های تلفن طراحی شده بود.
مدل اولیه آن‌ها متشکل بود از سه بخش اصلی:فرستنده، کانال و گیرنده. فرستنده قسمتی از تلفنی بود که شخص با آن صحبت می‌کرد، کانال خود تلفن بود، و گیرنده قسمتی از تلفن بود که در آن یک نفر
می‌تواند صدای فرد دیگری را بشنود. شانون و ویور همچنین پی برده بودند که بیشتر اوقات ایستگاهی
وجود دارد که مانع گوش دادن به یک مکالمه تلفنی می‌شود، که آن‌ها پنداشتند پارازیت است.
در یک مدل ساده، اغلب به عنوان مدل انتقال یا نمای استاندارد از ارتباطات، اطلاعات یا مضمون (برای مثال یک پیام در زبان طبیعی) به چند شکل فرستاده می‌شود (بعنوان زبان گفتاری). (این مفهوم معمولی از ارتباطات به راحتی ارتباط را
وسیله‌ای برای گرفتن و فرستادن اطلاعات می‌بیند) نقاط قوت این مدل سادگی، کلی گرایی و کمیت گرایی است. دانشمندان اجتماعی کلود شانون و وارن ویور ساختار این مدل را بر اساس عناصر زیر بیان کردند:
1. یک منبع اطلاعات، که پیام را تولید می‌کند.
2. یک فرستنده، که پیام را درون سیگنال کدگذاری می‌کند.
3. یک کانال، که سیگنال‌ها را برای انتقال تنظیم می‌کند.
4. یک گیرنده، که پیام را از سیگنال «رمز گشایی» (بازسازی) می‌کند.
5. یک مقصد، جایی که پیام می‌رسد.

شانون و ویور استدلال کردند که در این نظریه سه سطح از مشکلات برای ارتباط وجود دارد.
- مشکل فنی: چطور می‌توان با دقت پیام را انتقال داد؟
- مشکل معنایی: چقدر معنی «انتقال» دقیق است؟
- مشکل عامل مؤثر: چگونه به‌طور مؤثر معنی رفتار و تأثیرگذار را دریافت می‌کند؟

نقد و بررسی مدل انتقال با بیان دانیل چندلر:
- فرض می‌شود پیام دهنده‌ها افراد منزوی هستند.
- بدون هزینه برای اهداف متفاوت.
- بدون هزینه برای تفسیرهای متفاوت..
- بدون هزینه برای روابط نابرابر قدرت
- بدون هزینه برای موقعیت متن.

در سال ۱۹۶۰، دیوید برلو مدل خطی ارتباط شانون و ویور (سال ۱۹۴۹) را گسترش داد و مدل ارتباط smcr را ایجاد کرد. مدل ارتباطی فرستنده ـ پیام ـ کانال ـ گیرنده ـ مدل را به درون بخش‌های متخصصی جدا می‌کند و توسط دانشمندان دیگر گسترش یافته است.
ارتباطات معمولاً همراه چند بعد اصلی توصیف می‌شود. ویلبر اسکرم (۱۹۴۵) نیز نشان داد که ما باید بررسی کنیم که یک پیغام (خواسته یا ناخواسته) در هدف پیام تأثیر دارد. میان طرفین، ارتباطات شامل اعمالی نظیر دانش تجربی مشورت، ارائه مشاوره و فرمان، پرسش سؤال می‌باشد و این اعمال ممکن است در یکی از راه‌های مختلف ارتباطات فرایندهای زیادی داشته باشد.
این شکل بستگی به توانایی ارتباط گروه دارد. محتوا و شکل ارتباط با هم می‌سازند پیامی را که به سوی مقصد فرستاده می‌شود. هدف می‌تواند خود شخص، شخص یا موجود دیگر، نهاد دیگر (مانند یک شرکت یا گروهی از موجودات) باشد. ارتباط می‌تواند به عنوان ادارهٔ فرایندهای انتقال اطلاعات به وسیله سه سطح از قواعد وابسته به
طبی دیده می‌شود:
1. نحوی (خواص رسمی از نشانه‌ها و نمادها)
2. عمل گرا (در رابطه با روابط بین نشانه ها/اصطلاحات و کاربران آنها) و
3. معنایی (مطالعه روابط بین نشانه‌ها و نمادها و آنچه که آن‌ها نشان می‌دهند)

بنابراین، ارتباطات متقابل اجتماع است جاییکه در آن حداقل دو عامل مورد تداخل یک مجموعه مشترک از قواعد طب را به اشتراک می‌گذارند. این قوانین به‌طور معمول در بعضی از احساسات نادیده
گرفته می‌شود خود ارتباطی برگزار می‌شود. خود ارتباطی، شامل ارتباط درون فردی که از طریق
دفتر خاطرات روزانه یا صحبت کردن با خود است، هر دو پدیده ثانویه به دنبال فراگیری اولیه
توانایی‌ها و ظرفیت‌های ارتباطی در تعامل اجتماعی هستند.
با توجه به این نقاط ضعف، بارنلود(۲۰۰۸) یک مدل معاملاتی از ارتباط را پیشنهاد کرد. فرضیه اصل مدل معاملاتی ارتباطات این است که ارسال و دریافت پیام را به صورت هم‌زمان بکار می‌گیرند.
یک فرستنده و یک گیرنده کمی پیچیده‌تر متقابلاً به یکدیگر وابسته هستند. این نگرش دوم از
ارتباطات، اشاره می‌کند به عنوان مدل تشکیل دهنده یا دیدگاه کسی که قانون را به طرز ویژه‌ای تعبیر می‌کند، بر نحوه ارتباطات فرد به عنوان عامل تعیین‌کننده از راه پیامی که تفسیر خواهد شد
تمرکز می‌کند. ارتباط به عنوان یک کانال مشاهده می‌شود: که این اطلاعات سفر از یک فرد به فرد
دیگری تصویب می‌شود و این اطلاعات از ارتباط خود جدا می‌شوند. به عنوان یک مثال خاص از
ارتباط عمل سخنرانی نامیده می‌شود. فیلترهای شخصی فرستنده و فیلترهای شخصی گیرنده ممکن است بسته به سنت‌های مختلف منطقه‌ای، فرهنگ، و جنسیت تغییر یابد؛ که ممکن است معنی در نظر
گرفته شده محتویات پیام تغییر پیدا کند. در حضور «صدای ارتباطات» در کانال انتقال (هوا در این
مورد) دریافت و رمز گشایی از مطالب ممکن است ناقص شود، به این ترتیب عمل سخنرانی ممکن
نیست به اثر مطلوبی دست پیدا کند. یک مشکل با این کدگذاری ـ فرستادن ـ دریافت ـ رمزگشایی مدل این است که فرایندهای رمزگذاری و رمزگشایی اشاره می‌کنند که فرستنده و گیرنده دارای هر
چیزی است که این عملکردها به عنوان کد کتاب، و این که این‌ها کد دو کتاب هستند، خیلی کم، اگر شباهت یکسان نیست. اگرچه چیزی شبیه کد کتاب‌ها توسط مدل ضمنی است، آن‌ها در هیچ جای مدل
ارائه نمی‌شوند، که مشکلات مفهومی زیادی را تولید می‌کند.
نظریه‌های coregulation توصیف می‌کند ارتباطات را به عنوان یک فرایند خلاق و پویا و مداوم، به جای تبادل گسسته از اطلاعات است. رسانه‌های کانادایی محقق هارولد لنیس داشت نظریه‌ای که
مردم استفاده می‌کنند انواع مختلف رسانه‌ها به ارتباط و که یکی از آن‌ها انتخاب خواهد شد به
استفاده از امکانات مختلف برای شکل و دوام جامعه (وارک، مکنزی ۱۹۹۷) ارائه دهد. مثال معروف او این است که با استفاده از مصر باستان و نگاه در راه‌های آن‌ها که خودشان به واسطه رسانه‌ها با خواص خیلی مختلف سنگ و پاپیروس می‌ساختند. پاپیروس چیزی است که او «فضا صحافی» می‌نامد. آن ساخته شده ممکن است انتقال دهد دستورها نوشته شده د رفضای امپراتوری و جنبش
لشکر کشی‌های نظامی دور و دولت استعماری را قادر می‌سازد. سنگ دیگر «زمان اتصال» است، از طریق ساخت معبد و اهرام می‌تواند اقتدار نسل به نسل خود را حفظ کند، از طریق این رسانه‌ها
می‌توانند آن‌ها شکل ارتباط را در جامعه خود تغییر دهند (وارک، مکنزی ۱۹۹۷).
حوزه‌های تخصصی ارتباطات به مسایل زیر می‌پردازد:
- ارتباطات جمعی
- ارتباطات توسعه
- مطالعات رسانه‌ای
- ارتباطات سازمانی
- زبان‌شناسی اجتماعی
- تحلیل گفتمان
- زبان‌شناسی شناختی
- معنی‌شناسی

## مطالعات رسانه‌ای
مطالعات رسانه‌ای نام حوزه‌ای از علوم ارتباطات است که به مطالعه رسانه‌های جمعی و آثار آن‌ها بر افراد و جوامع می‌پردازد.
از پیشگامان این حوزه مارشال مک‌لوهان و استوارت هال هستند. در ایران مطالعات رسانه‌ای به عنوان زیر مجموعه‌ای از علوم ارتباطات در دانشگاه تهران و دانشگاه علامه طباطبایی تدریس می‌شود.
ارتباطات رشته‌ای دانشگاهی است که به بررسی پدیدهٔ ارتباط می‌پردازد. ارتباط فرایند تبادل دادههاست که معمولاً از رهگذر سامانهای از نمادهای مشترک انجام می‌گیرد.
ارتباطات امروزه دارای دو حوزه کلی است، یکی ارتباطات به عنوان یکی از شاخه‌های علوم انسانی که شامل زیرشاخه‌هایی از جمله مطالعات ارتباطی و روزنامه‌نگاری و روابط عمومی است، و دیگری ارتباطات به عنوان یکی از شاخه‌های فناوری که مخابرات از زیرشاخه‌های آن به‌شمار می‌آید.
ارتباطات علم برقراری ارتباط است و دارای شاخه‌های گوناگون از جمله ارتباطات انسانی و ارتباطات همگانی است. ارتباط به معنای ایجاد رابطه تعامل و گفتگو است.
در حال حاضر ارتباطات جزو مهم‌ترین و مورد علاقه‌ترین علوم است.

## رشته دانشگاهی
ارتباطات رشته‌ای دانشگاهی است که به بررسی پدیدهٔ ارتباط می‌پردازد. ارتباط فرایند تبادل داده‌هاست که معمولاً از رهگذر سامانه‌ای از نمادهای مشترک انجام می‌گیرد. ارتباطات امروزه دارای دو حوزه کلی است، یکی ارتباطات به عنوان یکی از شاخه‌های علوم‌انسانی که به ارتباطات اجتماعی معروف است و در ایران شامل زیرشاخه‌هایی از جمله تحقیق در ارتباطی جمعی، مدیریت رسانه، روزنامه‌نگاری، روابط عمومی، مدیریت رسانه خبرگزاری‌ها، تبلیغات بازرگانی و خود ارتباطات اجتماعی است و دیگری ارتباطات به عنوان یکی از شاخه‌های فناوری ارتباطات و اطلاعات است که IT و ICT در ایران از زیرشاخه‌های آن به‌شمار می‌آید.
ارتباطات در ارتباطات اجتماعی بر اساس سیستم اجتماعی مورد نظر تعریف می‌شود به‌طور مثال در ارتباطات انسانی «تفهیم و تفاهم و تسهیم معنی» (علی اکبر فرهنگی) قابل کاربرد است ولی در رسانه‌ها از تعریف محسنیان راد استفاده می‌شود که می‌گوید «فراگرد انتقال پیام از گیرنده به فرستنده مشروط بر اینکه مفهوم متجلی شده در گیرنده شبیه معنی مورد نظر فرستنده باشد» البته برای موارد دیگر مانند موسیقی باید از تعاریف دیگری در ارتباطات استفاده کرد.
تعریف ارتباطات در علوم پایه از مدل شانون و ویور استفاده می‌کند و در آن انتقال سیگنال و اطلاعات از مهم‌ترین ارکان به‌شمار می‌آید.
رشته ارتباطات دارای گستره وسیعی است. نخستین کالج‌هایی که به آموزش علوم ارتباطات می‌پرداختند، مدارس روزنامه‌نگاری بودند. تا مدت‌ها میان متخصصین روزنامه‌نگاری و اندیشمندان رشته تازه ایجاد شده ارتباطات بر سر موضوع علم ارتباطات جدل وجود داشت. این موضوع کماکان به صورت کامل حل نشده است. از چالش‌های دیگر ارتباطات نسبت آن با حوزه‌های مثل جامعه‌شناسی، نقد ادبی، مطالعات فرهنگی، مطاعات فیلم و سینما و… است. واقعیت آن است که ارتباطات ماهیتی میان رشته ایی داشته و در ارتباطات با حوزه‌های متعدد علوم انسانی قرار دارد.
به‌طور کلی می‌توان گفت از نسبت میان علوم ارتباطات با سیاست، گرایشی تحت عنوان ارتباطات سیاسی از نسبت میان ارتباطات و توسعه گرایشی تحت عنوان ارتباطات و توسعه و از نسبت میان مدیریت و ارتباطات رشته روابط عمومی شکل گرفته است. رشته روزنامه‌نگاری نیز که بنیان اولیه این رشته محسوب می‌گردد. تحولات به وجود آمده در حوزه ارتباطات راه دور اینترنت و شبکه نیز موضوع و گرایش مهم دیگری در مطالعات ارتباطات است. مطالعه رسانه‌ها با رویکرد نقد فرهنگی از حوزه‌های دیگر این رشته است….